# Lapidar Lladrovci
Lapidar Lladrovci (ur. 15 grudnia 1990 w Glogovacu) – kosowski piłkarz, reprezentant Kosowa w piłce nożnej w 2020 roku.

## Życie prywatne
Syn Ramiza Lladrovciego, albańskiego ambasadora w Kosowie.